# Artturi Ilmari Virtanen
Pour les articles homonymes, voir Virtanen.
Artturi Ilmari Virtanen (15 janvier 1895 à Helsingfors, grand-duché de Finlande - 11 novembre 1973, Helsinki) est un chimiste finlandais, lauréat du prix Nobel de chimie de 1945.

## Biographie
Il naît dans la famille modeste d'un machiniste. Il fait ses études au lycée de Vyborg, puis étudie la chimie, la biologie et la physique à l'université Alexandre d'Helsingfors où il défend une thèse de chimie sur l'acide abiétique contenue dans le sucre des pins de son pays. Il étudie ensuite la chimie physique à Zurich, et la bactériologie et l'enzymologie à Stockholm. En 1931, il est nommé professeur de biochimie à l'Institut finlandais de technologie d'Helsinki puis à l'université d'Helsinki en 1939. Ses travaux de recherche concernent notamment les mécanismes de la fermentation bactérienne, les aliments pour bétail, les bactéries fixatrices d'azote dans les racines et une technique d'amélioration de la conservation du beurre.
En 1945, Virtanen est lauréat du prix Nobel de chimie « pour ses recherches et ses inventions en chimie agricole et nutritionnelle, particulièrement pour sa méthode de préservation ». Cette méthode, le fourrage AIV (en), brevetée en 1932, améliore des possibilités de stockage de fourrage vert, stockage très important durant les hivers longs. Le procédé consiste en l'ajout d'acide chlorhydrique dilué, ou d'acide sulfurique dilué, au fourrage. L'augmentation de l'acidité (jusqu'à un pH de 4) arrête la fermentation du fourrage, sans effet secondaire sur ses capacités nutritives ou sur le bétail.
L'astéroïde (1449) Virtanen, découvert par Yrjö Väisälä, a été baptisé en son honneur.

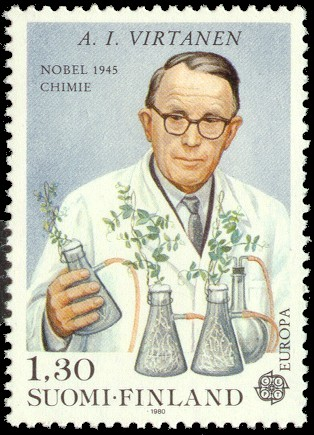
Timbre finlandais de 1980 en l'honneur d'Artturi Ilmari Virtanen, prix Nobel de chimie.